# Denise Parmley
Denise Parmley es una deportista australiana que compitió en taekwondo. Ganó dos medallas en el Campeonato Asiático de Taekwondo en los años 1986 y 1990.

## Palmarés internacional
| Campeonato Asiático | Campeonato Asiático | Campeonato Asiático | Campeonato Asiático |
| Año                 | Lugar               | Medalla             | Categoría           |
| ------------------- | ------------------- | ------------------- | ------------------- |
| 1986                | Darwin (Australia)  | Medalla de oro      | –70 kg              |
| 1990                | Taipéi ( Taiwán)    | Medalla de plata    | –65 kg              |